# Senenne (Anhée)
Senenne est un hameau de la commune belge d'Anhée situé en Région wallonne dans la province de Namur. Sis sur les hauteurs en rive gauche de la Meuse, à deux kilomètres au sud du village d'Anhée sur la route de Grange, il se limite a quelques bâtiments dont certains sont très anciens.

## Histoire
Senenne est le site d'un ancien village dont l'église romane a été remaniée du XIIIe siècle au XVIIIe siècle. Elle était le centre d'une vaste paroisse couvrant Senenne, Anhée, Grange, Warnant, Haut-le-Wastia et Hun. L'église est vendue en 1845 à la famille Bauchau puis détruite à la fin du même siècle.
Dans la nuit du 12 au 13 mai 1940, le colonel Werner, à la tête du groupe de reconnaissance de la 5e Division blindée, traverse la Meuse au barrage de Houx et prend pied sur la rive gauche, au Mont Noir.
Les Allemands grimpent vers Senenne où ils s’emparent du château à six heures, les combats y furent sérieux mais disproportionnés, les troupes françaises n’ayant eu que quelques heures pour s’installer.

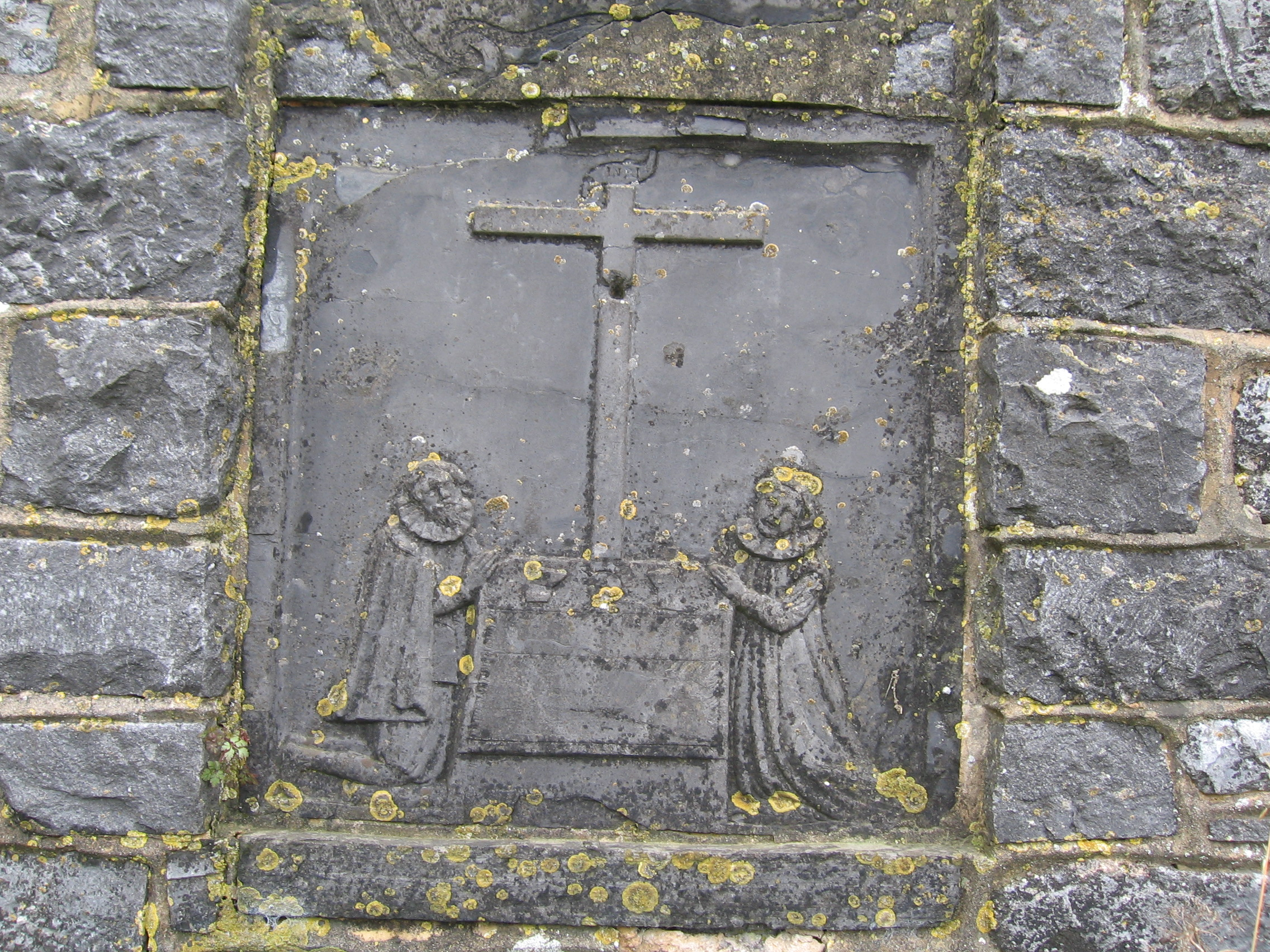
Croix dans le mur de la chapelle en ruines

## patrimoine
- Tour de Senenne.
- Château-ferme de Senenne : date du XIXe siècle et a été construit en style néo-classique, en brique et pierre bleue. Il a été agrandi au début du XXe siècle. Il a été incendié par les Allemands en 1944.
- Vestiges de l'église : portail gothique du XVIe siècle remployé dans un mur de clôture. Provenant du même bâtiment, une demi-douzaine de dalles millésimées ou chronogrammées de 1250.